# Karl Bohrer
Karl Bohrer (* 4. November 1906 in Basel; † unbekannt) war ein Schweizer Radrennfahrer.

## Sportliche Laufbahn
Bohrer war im Strassenradsport, im Bahnradsport und im Querfeldeinrennen (heutige Bezeichnung Cyclocross) aktiv. Bei den Schweizer Radquer-Meisterschaften wurde er 1926 Vizemeister hinter Ernest Strobino. In der nationalen Meisterschaft im Strassenrennen der Amateure wurde er ebenfalls Vizemeister in der Saison 1926 hinter Georges Antenen. Bei den Strassenradsport-Weltmeisterschaften 1926 kam er auf den 4. Rang. In der Nordwestschweizer Rundfahrt 1926 wurde er Dritter. 
1928 wurde er Vizemeister im Steherrennen hinter Adolf Läuppi.